# هيوليثانية
الهيوليثانية (الاسم العلمي:†Hyolitha) هي طائفة من الرخويات.

## التصنيف
- الهيوليثيات
  - الهيوليثات
    - الهيوليث